# Würfelstecker
Der Würfelstecker ist ein DIN-Steckverbinder zur Speisung von Kopfhörern. Der Name stammt von der Anordnung der Steckerstifte gemäß den Augen der Zahl Fünf eines Spielwürfels.

## Bauform und Anschlussbelegung (Blick von vorne auf die Kontakte)
| Stecker: |  | Buchse: |

Anschlussbelegung:
```
1 = Masse oder nicht belegt
2 = Links −
3 = Rechts −
4 = Links +
5 = Rechts +
```

## Varianten und Kragenfunktion bei Schaltbuchsen

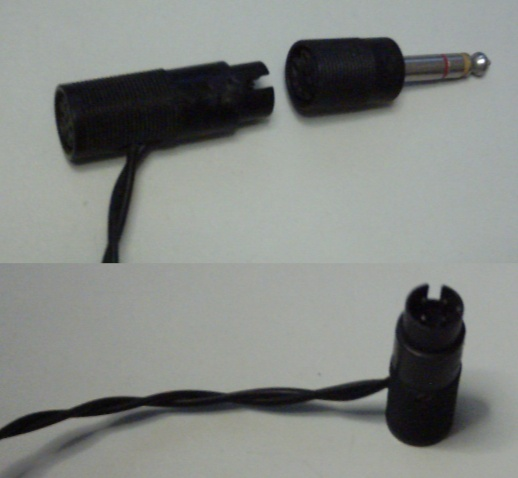
Kaskadierbarer Steckverbinder der Fa. Sennheiser mit Adapter auf 6,35 mm Klinkenstecker

Es gibt Steckervarianten mit und ohne Unterbrechung am Rand bzw. Kragen zwischen dem Anschluss vier und fünf.
Es gibt zwei Einsteckmöglichkeiten um 180° verdreht, da die beiden Stereokanäle über Kreuz belegt sind.
Stecker ohne Randunterbrechung schalten beim Einstecken in Buchsen mit Lautsprecherschalter diese stets aus.
Stecker mit Randunterbrechung zwischen Anschluss vier und fünf betätigen den Abschaltkontakt nur in einer Stellung und ermöglichen wahlweise den Parallelbetrieb von Kopfhörer und Lautsprecher.
Es gibt kaskadierbare Steckverbinder (von Sennheiser u. a. Firmen) mit Stecker und Kupplung in einem zylindrischen Gehäuse, wobei die Zuleitung zum Kopfhörer seitlich herausgeführt ist.
Es gibt auch Y-förmige Verteiladapter vom Würfelstecker zu zwei Würfelkupplungen bzw. vom fünfpoligen DIN-Stecker auf zwei Würfelkupplungen.
Bei einigen proprietären Steckern fehlt der unbenutzte mittlere Anschluss.

## Würfelstecker für die Industrie
(Quelle: )
Einführung
Würfelstecker sind elektrische Steckverbinder, die häufig in industriellen Anwendungen eingesetzt werden. Die Norm für diese Stecker ist DIN 43650. Diese Stecker zeichnen sich durch ihre Robustheit, Zuverlässigkeit und einfache Handhabung aus. Sie spielen eine wesentliche Rolle in elektrohydraulischen und elektropneumatischen Systemen, wo sie für die präzise Steuerung elektronisch regelbarer Ventile sorgen.
Aufbau und Funktionen
Ein typischer Würfelstecker besteht aus einem quaderförmigen Gehäuse aus dickwandigem Kunststoff, das eine hohe Widerstandsfähigkeit gegen mechanische Belastungen bietet. Die Leitungen werden im Inneren des Steckers um 90 Grad umgelenkt, was eine flexible Installation ermöglicht. Eine innenliegende Arretierschraube sorgt für eine sichere Verbindung und verhindert ein unbeabsichtigtes Lösen.
Zusätzliche Funktionen können eine integrierte LED zur Verbindungsanzeige und spezielle Dichtungen zum Schutz vor Staub und Feuchtigkeit umfassen. Einige Modelle sind mit Elektronik ausgestattet, die Funktionen wie Überspannungsschutz oder Diagnosetools bietet, um die Betriebssicherheit zu erhöhen.
Bauformen
Würfelstecker sind in mehreren Bauformen erhältlich, um unterschiedlichen Anforderungen gerecht zu werden:
- Bauform A: Standardgröße mit einer Kontaktfläche von 27 × 27 mm.[3]
- Bauform B ("Mikro"): Kleinere rechteckige Grundfläche von 28 × 21,5 mm.[4]
- Bauform C ("Sub-Mikro"): Kompaktes Design mit 15,5 × 15,5 mm.[5]
- Bauform Bi und Ci: Spezielle Industriestandards, die die Auswahlmöglichkeiten erweitern.[6]

Diese Variationen ermöglichen eine Anpassung an spezifische Anwendungen und erleichtern die Integration in bestehende Systeme.
Einsatzbereiche
Würfelstecker werden in verschiedenen industriellen Bereichen eingesetzt:
- Hydraulik: Für die zuverlässige Steuerung von hydraulischen Ventilen.[7]
- Pneumatik: Für präzise Steuerung in pneumatischen Systemen.[8]
- Medienleitungen: Für den Zu- und Abfluss von Prozessmedien.[9]
- Automatisierungstechnik: Für Verbindungen zwischen Steuerungseinheiten und Aktoren.[10]
- Maschinenbau: Wegen ihrer Robustheit und Beständigkeit gegen Vibrationen und mechanische Belastungen.[11]

Qualitäts- und Sicherheitsstandards
Hersteller wie Murrelektronik bieten Würfelstecker an, die strengen Qualitätskontrollen unterliegen und internationalen Normen entsprechen. Diese Stecker sind für ihre Langlebigkeit und Zuverlässigkeit bekannt und werden in verschiedenen Industrien weltweit eingesetzt.
Zusammenfassung
Würfelstecker sind entscheidend für die präzise Steuerung von Ventilen in industriellen Anwendungen. Ihre verschiedenen Bauformen und robusten Konstruktionen machen sie zu einer bevorzugten Wahl für viele Industriebereiche, von der Hydraulik und Pneumatik bis hin zu Medienleitungen und Automatisierungstechnik. Hersteller wie Murrelektronik bieten eine breite Palette an Würfelsteckern, die höchsten Qualitäts- und Sicherheitsstandards entsprechen.

## Trivia
Die Würfelkupplung oder Buchse kann einen dreipoligen 180° DIN-Stecker aufnehmen, was einige Adapter ermöglicht.